# Jelcz-Laskowice
Jelcz-Laskowice là một thị trấn thuộc hạt Oława, tỉnh Silesian Hạ, phía tây nam Ba Lan. Thị trấn nằm trên sông Odra (Oder), cách Oława khoảng 12 km về phía bắc và cách thủ đô Wrocław khoảng 24 km về phía đông nam. Thị trấn có diện tích 17,06 km². Tính từ năm 2016, dân số của thị trấn là 15.860 người với mật độ 901 người/km².

## Lịch sử
Thị trấn được thành lập vào ngày 1 tháng 1 năm 1987 dưới dạng một liên minh các đô thị cũ của Jelcz và Laskowice. Thị trấn còn được biết đến với một trong những nhà máy sản xuất xe buýt lớn nhất Ba Lan, thuộc sở hữu của Công ty Jelcz S.A. Tuy nhiên, hiện nay công ty này đã bị phá sản.
Jelcz được biết đến với cái tên là Jalche từ năm 1245, khi Giáo hoàng Innocent IV trao nó cho Tổng giáo phận Wrocław. Năm 1277, Công tước Bolesław II the Bald của Legnica và cháu trai của ông là Công tước Henryk IV Probus của Wrocław bị bắt. Cháu trai của Bolesław, Công tước Bolesław III của Legnica đã xây dựng một toà lâu trên một hòn đảo ở sông Oder vào khoảng năm 1331. Mặt khác, làng Laskowice được thành lập vào năm 1293 bởi Công tước xứ Wrocław.
Giữa năm 1943 và 1945, thôn Miłoszyce gần đó là địa điểm tập trung của trại Gross-Rosen, nơi những người lao động bị buộc phải chế tạo pháo phản lực 145 mm cho Berthawerke, một chi nhánh của Công ty Krupp. Nơi thử nghiệm những loại pháo này nằm ở phía đông của làng Nowy Dwór. Chúng được kéo trên đường ray từ Berthakrupp via Laskowice, Piekary đến Nowy Dwór. Kể từ năm 1945, Liên Xô đã cho xây dựng hơn 160 loại đường sắt khác nhau ở đây.
Năm 1945, thị trấn trở thành một phần của Ba Lan theo Hội nghị Potsdam. Năm 1949, Bộ Quốc phòng Ba Lan bắt đầu sản xuất Xe sửa chữa di động và Xe cứu thương cho mục đích quân sự trong thị trấn.